# Головко Валерій Олексійович
Вале́рій Олексі́йович Головко́ (нар. 25 лютого 1950) — вчений у галузі ветеринарної медицини, академік Української академії аграрних наук, доктор ветеринарних наук, професор кафедри епізоотології та мікробіології Державного біотехнологічного університету, Заслужений діяч науки і техніки України, Почесний громадянин Харківської області (2010).

## Життєпис
Валерій Олексійович народився 25 лютого 1950 року в смт Старомихайлівка Мар'їнського району Донецької області.
З 1957 по 1967 рік навчався в Старомихайлівскій середній школі.
З 1967 по 1972 рік навчався на ветеринарному факультеті Харківського зооветеринарного інституту; спеціальність: ветеринарія, кваліфікація: ветеринарний лікар.
Працював ветеринарним лікарем, інструктором відділу сільського господарства та харчової промисловості Харківського обкому Компартії України (1980-1984), навчався у Вищій партійній школі при ЦК Компартії України (1984—1986), секретарем партійного комітету Харківського облагропрому (1986-1989). 
У 1988 році захистив кандидатську дисертацію «Гострі респіраторні захворювання великої рогатої худоби в промислових комплексах».
З 1989 року по 2001 рік— директор Інституту шовківництва Української академії аграрних наук.
У 1996 році член Української академії національного прогресу.
У 1996 році захистив Докторську дисертацію на тему «Стійкість шовковичного та дубового шовкопрядів до хвороб та несприятливих факторів середовища».
У 1998 році член Міжнародної академії наук екології і безпеки життєдіяльності.
У 1999 році член-кореспондент Української академії аграрних наук.
У 2000 році присвоєно почесне звання Людина року-2000 Кембриджським міжнародним центром  Англії.
З 2001 року по 2015 рік — ректор Харківського зооветеринарного інституту (тепер Харківська державна зооветеринарна академія).
У 2006 році депутат Харківської обласної ради V скликання.
У 2007 році дійсний член УААН.
З 2015 року по 2021 рік завідувач кафедри епізотології та ветеринарного менеджменту Харківської державної зооветеринарної академії.
З 2021 року по теперішній час професор кафедри епізоотології та мікробіології Державного біотехнологічного університету.
Як учений Валерій Олексійович розробив і впровадив у виробництво систему та комплекс заходів щодо культивування корисних комах, їхньої стійкості проти несприятливих умов довкілля, а також захисту від інфекційних хвороб.
Під його керівництвом захищено три докторські та три кандидатські дисертації.

## Праці
Валерій Олексійович автор більше 309 наукових робіт, 16 монографій, 8 підрічників і наукових посібників, 7 довідників, 20 науково-практичних і методичних рекомендацій, 31 патентів на винаходи.

## Відзнаки та нагороди
- звання Почесного професора Шенсійського інституту шовківництва Китаю (1991);
- диплом почесного громадянина міста Мерефи (1997);
- звання «Міжнародний Чоловік року - 1999-2000» (1999);
- лауреат регіонального рейтингу «Харків'янин року-2003»;
- трудова відзнака «Знак пошани» (2003);
- орден Святої Софії (2003);
- орден «Святого Дмитра  Солунського» IV ступеня;
- почесна грамота Міністерства аграрної політики України (2003);
- почесне звання «Заслужений діяч науки і техніки України» (2003);
- лауреат Всеукраїнського конкурсу «Ділова людина року» (2005);
- лауреат рейтингу «Лідер агропромислового комлекса-2005»;
- почесне звання та знак «Почесний громадянин Дергачівського району» (2006);
- почесна відзнака Української академії аграрних наук (2006);
- знак «Відмінник аграрної освіти та науки» І ступеня (2006);
- знак «За заслуги в розвитку ветеринарної медицини України» (2008);
- почесні грамоти Верховної Ради України за особливі заслуги перед Українським народом (2009);
- почесні грамоти Кабінету Міністрів України (2009);
- почесні грамоти ЦК профспілок робітників агропромислового комплексу України (2009);
- почесні грамоти Дергачівської райдержадміністрації та районної ради;
- грамота Харківської обласної ради (2009);
- почесна відзнака Комітету з фізичного виховання та спорту Міністерства освіти і науки України (2009).

## Критика
6 серпня 2014 року стало відомо, що на території Харківської державної зооветеринарної академії почались роботи з підготовки аеродрому, який, на думку громадських активістів, мав стати місцем для «зелених чоловічків» з Росії. У листопаді того ж року Валерій Головко подав до суду на Сергія Грицаєнка, який опублікував інформацію про підготовку аеродрому у власному профілі у Facebook, за завдану шкоду репутації, яку було оцінено у 50 тис. гривень.